# Swimming Home
Swimming Home ist eine Tragikomödie von Justin Anderson. Der Film basiert auf dem gleichnamigen Roman von Deborah Levy und feierte im Januar 2024 beim Internationalen Filmfestival Rotterdam seine Premiere.

## Handlung
Die Ehe des bosnischen Schriftstellers Joe und seiner Frau Isabel ist am Boden. Als sie eines Tages gemeinsam mit ihrer 15-jährigen Tochter Nina und ihrer Freundin Laura in die Ferienvilla in einem abgelegenen Küstendorf kommen, finden sie in ihrem Pool eine nackte Frau mit grünen Fingernägeln. Erst glauben sie, diese sei tot, das ist sie jedoch nicht. Kitti, so ihr Name, ist äußerst lebendig und zudem auch sehr lebenshungrig. Sie behauptet, Botanikerin zu sein.
Während sie gemeinsam versuchen herauszufinden, woher Kitti kommt und wie sie in das Haus kam, verlieben sich alle Familienmitglieder in die hübsche Fremde.

## Produktion

### Literarische Vorlage und Filmstab
Der Film basiert auf dem Roman Swimming Home von Deborah Levy von 2011. Dieser gelangte auf die Shortlist des Man Booker Prize und wurde unter dem Titel Heim schwimmen ins Deutsche übersetzt. Der Roman spielt im Jahr 1994 und handelt von einer jungen psychisch kranken Frau, die sich in die Sommerresidenz eines bekannten britischen Schriftstellers und seiner Familie einschleicht und für zahlreiche Konflikte in der vermeintlichen Idylle an der französischen Mittelmeerküste sorgt.
Regie führte Justin Anderson, der gemeinsam mit Levy auch deren Roman adaptierte. Es handelt sich bei Swimming Home nach den Kurzfilmen Jumper von 2014 und The Idyll von 2016 um Andersons Spielfilmdebüt.

### Besetzung und Dreharbeiten
Im Film sind Christopher Abbott als Joe, Mackenzie Davis als Isabel und Ariane Labed als Kitti zu sehen. Nadine Labaki spielt Laura, eine Freundin der Familie. Weitere Rollen wurden mit Freya Hannan-Mills, Tzef Montana und Michalis Goumas besetzt.
Die Dreharbeiten wurden im Oktober 2022 begonnen und fanden in Griechenland statt. Kameramann Simos Sarketzis war zuletzt für Filme wie das Historiendrama The City and the City von Christos Passalis und Syllas Tzoumerkas und die Tragikomödie Polydroso von Alexander Voulgaris tätig.

### Veröffentlichung
Die Weltpremiere des Films fand am 28. Januar 2024 beim Internationalen Filmfestival Rotterdam statt. Im Juni 2024 wurde er beim Tribeca Film Festival gezeigt. Anfang Juli 2024 wird Swimming Home beim Filmfest München vorgestellt.

## Auszeichnungen
International Film Festival Rotterdam 2024
- Nominierung im Tiger Competition[9]

Tribeca Film Festival 2024
- Nominierung im International Narrative Competition[10]